# Agustín Gamarra
Agustín Gamarra Messía (Cuzco, 27 de agosto de 1785-Ingavi, La Paz, 18 de noviembre de 1841), político y militar peruano que fue presidente del Perú en dos ocasiones: de 1829 a 1833 y de 1839 a 1841. Su último periodo no pudo completarlo pues falleció en la batalla de Ingavi, en Bolivia, durante el último intento de anexar dicha república al Perú, que fue una de sus más acentuadas obsesiones políticas. Gobernó también a título provisorio en 1829 y de 1838 a 1840. Encarna la figura del caudillo militar ambicioso con activa participación en la vida política peruana durante las primeras décadas de la República.
Durante la guerra de la Independencia, inicialmente se alistó en las fuerzas realistas, concurriendo a las campañas en el Alto Perú contra los ejércitos rioplatenses, sirviendo bajo las órdenes de José Manuel de Goyeneche, Joaquín de la Pezuela, Juan Ramírez Orozco y José de la Serna. Actuó también en la represión de la rebelión de los hermanos Angulo y Mateo Pumacahua (1814) y contra las guerrillas de originarios del Alto Perú logrando derrotar a la Republiqueta de Larecaja. Subió por todos los escalones inferiores hasta el grado de teniente coronel. Pero se le involucró dos veces en conspiraciones tramadas por los patriotas y fue enviado a Lima en 1820.
Poco después se sumó a la causa de la Independencia enrolándose en el Ejército Libertador de José de San Martín. Estuvo luego en dos expediciones enviadas a la sierra central y en la desafortunada campaña de Ica (1822). Durante la Segunda Campaña de Intermedios figuró como segundo del general Andrés de Santa Cruz (1823). Con la llegada de Simón Bolívar y el ejército grancolombiano, fue nombrado jefe del Estado Mayor y como tal destacó en la batalla de Ayacucho (1824). Fue nombrado prefecto del Cuzco y jefe del Ejército del Sur. En 1828, invadió Bolivia; firmó con dicha nación el Tratado de Piquiza y fue nombrado Mariscal.
Bajo las órdenes del presidente del Perú, mariscal José de La Mar, participó en la Guerra contra la Gran Colombia como Comandante general del Ejército peruano, pero ambicionó el poder y contando con la complicidad de los generales Antonio Gutiérrez de la Fuente y Andrés de Santa Cruz, derrocó a La Mar en plena guerra. Asumió entonces la Presidencia del Perú y acto seguido firmó la paz con la Gran Colombia por medio del Tratado Larrea-Gual. Este primer gobierno duró de 1829 a 1833 y se caracterizó por su autoritarismo y por su deseo de integrar Bolivia al Perú. En 1834 provocó una rebelión de sus partidarios contra el gobierno del electo Presidente Luis José de Orbegoso; derrotado, salió desterrado a Chile.
En 1835, cuando Orbegoso y Santa Cruz pactaron para la realización de la confederación entre Perú y Bolivia, Gamarra se opuso pero fue derrotado en la batalla de Yanacocha, teniendo que exiliarse nuevamente. Conspiró desde Chile contra la constituida Confederación Perú-Boliviana encabezada por Santa Cruz e integró la Segunda Expedición Restauradora dirigida por el general chileno Manuel Bulnes. Desembarcada la expedición en el Perú, Gamarra intervino como director general de operaciones en la campaña militar que culminó con la derrota de los confederados en la batalla de Yungay, tras la cual huyó Santa Cruz y finalizó la Confederación (1839). Gamarra ejerció provisionalmente la presidencia del Perú, hasta que el Congreso reunido en Huancayo lo ratificó como Presidente Constitucional del Perú. Este segundo mandato duró de 1839 a 1841. Volvió a intervenir en Bolivia, pero fue derrotado y muerto en la batalla de Ingavi (18 de noviembre de 1841).

## Biografía

### Nacimiento y primeros años
Hijo de Fernando Gamarra, escribiente español, y de Josefa Petronila Messía, indígena de origen modesto, nació en el Cuzco. Era aún niño cuando murió su padre, por lo que recibió la protección de su tío, el sacerdote Zaldívar.
Estudió en el Colegio de San Buenaventura de los frailes franciscanos, donde cursó Teología. Luego cursó Cánones en el Colegio de San Francisco. Pero en 1809 abandonó la carrera religiosa y optó por la carrera militar.

### Al servicio de las armas españolas (1809-1821)
Gamarra se enroló en 1809 como cadete en el ejército realista que alistaba el general arequipeño José Manuel de Goyeneche contra el movimiento liberal iniciado en La Paz y poco después en Buenos Aires (1810). Pasó al Alto Perú y luchó en la batalla de Guaqui (1811), donde por su comportamiento se hizo merecedor del grado de subteniente. Estuvo después bajo las órdenes del general Pío Tristán en las batallas de Tucumán (1812) y Salta (1813); y a las órdenes del general Joaquín de la Pezuela en Vilcapuquio y Ayohuma (1813).
Ya con el grado de capitán y en las filas del Regimiento N.º 1 (íntegramente formado por cuzqueños), solicitó incorporarse a las fuerzas que el general Juan Ramírez Orozco alistaba contra el movimiento revolucionario que acaudillaron en el Cuzco los hermanos Angulo y el brigadier Mateo Pumacahua en 1814. La expedición realista marchó desde Oruro hasta entrar victoriosamente en La Paz y luego en Arequipa. Gamarra fue ascendido a teniente coronel el 7 de enero de 1815 y concurrió luego a la batalla de Umachiri (11 de marzo de 1815), sangriento encuentro que determinó la victoria realista sobre el movimiento patriota iniciado en el Cuzco.
Gamarra integró la Junta de Purificación, encargada de juzgar y castigar a los participantes de la revolución del Cuzco, pero por su actitud benévola fue excluido del tribunal. Ocurría que entre los patriotas perseguidos figuraban varios de sus amigos y conocidos. Prudencialmente se le confió un puesto administrativo, en la contaduría provincial de Puno, pero al poco tiempo se le encargó combatir a las guerrillas altoperuanas, a las que redujo por la fuerza de las armas y ofreciéndoles indulto. No obstante, al terminar su misión, su batallón fue desarticulado (octubre de 1816) y fue acusado ante el virrey Pezuela por su superior, el general español Mariano Ricafort. Pese a ello, el Virrey lo ascendió a la clase de coronel y lo destacó al territorio rioplatense de Tarija con la misión de pacificarla, en mayo de 1817.
Posteriormente se dirigió rumbo al Alto Perú, donde fue acusado de alentar una conspiración en el cuartel general de Tupiza, que debía iniciarse con la prisión de los mandos españoles, para marchar luego hacia La Paz y Cuzco al mismo tiempo que la Expedición Libertadora de José de San Martín llegaba a la costa peruana. No se le pudo probar nada, y fue trasladado a Lima, junto con el temido segundo batallón del Regimiento N.º 1, del que era jefe. Llegado a la capital, en noviembre de 1820, fue despojado del mando de su batallón y designado como ayuda de campo del virrey José de La Serna. Su ascendente carrera militar en el ejército realista quedaba así truncada, pero se abría otra opción para él.

### En las filas patriotas (1821-1825)
Gamarra puso fin a su fidelidad a la monarquía española, cuando junto con otros oficiales y soldados se presentó ante el cuartel general de San Martín en Retes, el 24 de enero de 1821, incorporándose así al ejército emancipador.
Fue enviado a la sierra central con la misión de formar un ejército regular sobre la base de las montoneras que actuaban en la región. Llegó a Jauja, pero le fue difícil cumplir su misión pues los reclutas eran reacios a la disciplina militar. De todos modos logró la formación de dos unidades de combate: el Batallón Leales y el Escuadrón de Granaderos del Perú. Se trasladó a Pasco, con instrucciones de no comprometerse en acción alguna estando en desventaja, pero una avanzada de su división fue sorprendida y derrotada por el ejército realista comandado por Mariano Ricafort, su antiguo superior (abril de 1821).
En una segunda campaña a la sierra central sirvió como jefe de Estado Mayor del general argentino Juan Antonio Álvarez de Arenales, quien le comisionó sorprender al general realista José Carratalá, quien se hallaba en el pueblo de Concepción, cerca de Jauja. Gamarra no pudo cumplir con la misión y se retiró a Jauja, en mayo de 1821. Arenales se enfureció a tal punto con Gamarra, que llegó incluso a pedir a San Martín su separación del ejército.
Ocupada Lima por el ejército libertador, Gamarra se trasladó a la capital donde participó del entusiasmo generado por la Proclamación de la Independencia del 28 de julio de 1821 y estuvo entre los galardonados con la Orden del Sol. A continuación, como jefe de Estado Mayor, se integró al destacamento patriota comandado por el general Domingo Tristán que fue enviado hacia el sur, con la misión de ocupar Cañete e Ica. Pero al llegar al valle de Ica fueron atacados por el ejército realista de Canterac y sufrieron un serio revés en la batalla de la Macacona (7 de abril de 1822), a raíz de lo cual Gamarra fue enjuiciado, siendo suspendido de la milicia por cuatro meses.

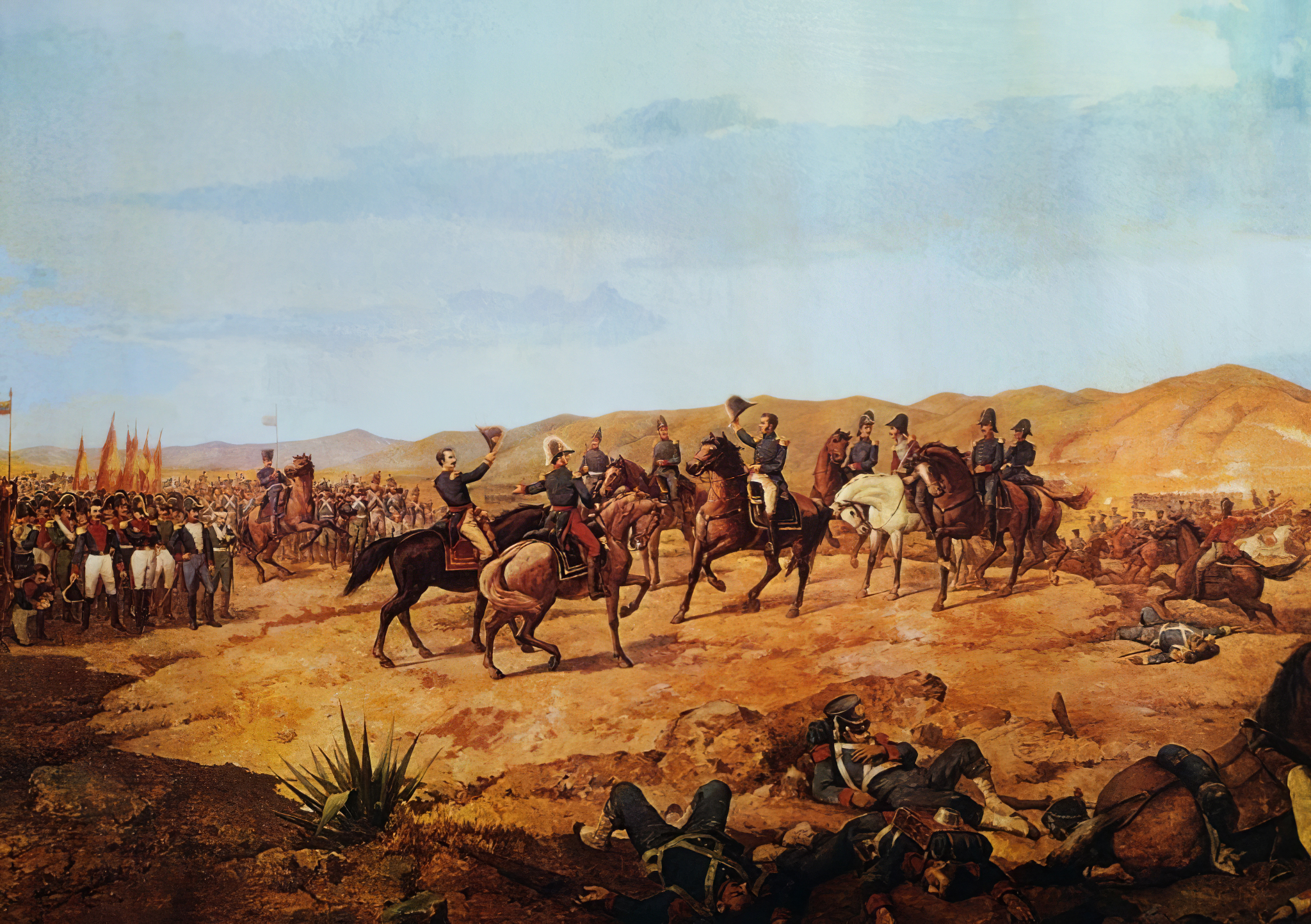
La batalla de Ayacucho, donde Gamarra participó como jefe de Estado Mayor del Ejército Patriota. Su contribución militar a lo largo de la campaña fue muy importante, pues conocía la geografía del país.

En medio de la convulsión política que atravesaba el Perú, José de la Riva-Agüero fue nombrado Presidente de la República, a instigación de un grupo de jefes del ejército patriota (entre ellos Gamarra) amotinados en Balconcillo. Gamarra rechazó el Ministerio de Guerra que le ofreció Riva Agüero; en cambio fue ascendido a General de Brigada (8 de abril de 1823) y partió junto con el general Andrés de Santa Cruz a la Segunda Campaña de Intermedios, contra los realistas del Alto Perú, que duró de mayo a septiembre de 1823 y concluyó sin resultado positivo para los patriotas.
Siendo inminente la llegada de Simón Bolívar, Gamarra se apresuró a manifestarle su adhesión. Se incorporó al Ejército Libertador, aunque no participó en la batalla de Junín (6 de agosto de 1824) por pertenecer al arma de infantería que no intervino en dicha batalla. Pero en cambio, como jefe de Estado Mayor fue uno de los artífices del triunfo alcanzado en la batalla de Ayacucho (9 de diciembre de 1824), aunque su intervención no fue mencionada debidamente por Antonio José de Sucre en el parte enviado a Bolívar, omisión que Gamarra jamás perdonó. De todas formas, recibió el ascenso a General de División, en enero de 1825.

### Prefecto del Cusco (1825-1827)
El 6 de febrero de 1825 fue nombrado por Bolívar como prefecto del Cusco y jefe militar de los departamentos del sur. Ese mismo año se casó con Francisca Zubiaga y Bernales, quien llegó a ser conocida como «La Mariscala».
Como Prefecto realizó una labor encomiable, pues sofocó inmediatamente la resistencia que aún intentaban oponer algunos oficiales realistas. Se preocupó además por incentivar la agricultura y por mejorar los servicios asistenciales y de la Casa de la Moneda.
Tras el retiro de Bolívar y la caída del régimen vitalicio en el Perú (1827) se mantuvo en la Prefectura y en el mando del poderoso ejército del sur, al servicio del gobierno del mariscal José de La Mar. Fue elegido diputado por Lampa al Congreso General Constituyente de 1827.

### Invasión a Bolivia (1828)
En Bolivia aún subsistía el régimen vitalicio o bolivariano, con el mariscal Sucre a la cabeza, lo cual significaba un grave peligro para la frontera peruana del sur. A fines de 1827 varios motines ocurrieron en Bolivia en contra de la dominación colombiana, siendo todos sofocados. Pero otro ocurrido en la ciudad de Chuquisaca el 18 de abril de 1828 tuvo mejor éxito. Al intentar sofocarlo, Sucre fue herido en el brazo derecho y obligado a buscar refugio, viéndose obligado a delegar el mando en el general José María Pérez de Urdininea, presidente del Consejo y ministro de Guerra.
Una reunión pública realizada ese mismo día en la Universidad de Chuquisaca acordó llamar al general Gamarra y a las tropas peruanas apostadas en la frontera, las que inmediatamente penetraron en Bolivia cruzando el Desaguadero (1 de mayo). Gamarra manifestó entonces que su propósito era poner orden en el país, amenazado por la anarquía, y evitar que se atentara contra la vida del mariscal Sucre. En realidad llegó con la intención de poner punto final a la dominación colombiana en Bolivia, pese a no contar con la autorización del presidente La Mar ni del Congreso peruano.
El avance del ejército peruano en Bolivia no tuvo mayor inconveniente. La mayoría del ejército boliviano hizo causa común con Gamarra, y sólo una pequeña parte le presentó oposición. Gamarra ocupó La Paz, Oruro, Chuquisaca, y posteriormente Potosí y Cochabamba. El general Urdininea se avino a llegar a un acuerdo con el jefe peruano, firmándose el Tratado de Piquiza (6 de julio de 1828) en el cual se acordó, entre otras cosas, la salida de todos los extranjeros del territorio boliviano, tanto tropas auxiliares colombianas como aquellos otros extranjeros que hubieran tomado parte activa en la política boliviana; también se dispuso la reunión de un Congreso en Chuquisaca para admitir la dimisión de Sucre y nombrar un gobierno provisional. Desde entonces Gamarra fue conocido como el Mariscal de Piquiza. Este suceso daría lugar a una fuerte enemistad entre Sucre y Gamarra y el empeoramiento de las relaciones entre el Perú y la Gran Colombia.

### Guerra con la Gran Colombia (1828-1829)
El 3 de junio de 1828, Bolívar lanzó una violenta proclama contra los peruanos y un mes después declaró la guerra al Perú. El presidente La Mar aceptó el reto, y con la autorización del Congreso se puso en campaña movilizando hacia el norte el ejército y la marina peruanas.
La guerra fue pues, terrestre y marítima. En el mar, contando el Perú con superioridad indiscutible, la armada peruana al mando de Martín Jorge Guisse bloqueó la costa grancolombiana entre Machala y Panamá y luego atacó y ocupó Guayaquil pereciendo heroicamente Guisse en el asalto.
La campaña terrestre no tendría el mismo resultado. La Mar, al mando de las tropas peruanas (el llamado Ejército del Norte), estableció su cuartel general en Piura, y luego avanzó hacia Loja en busca del ejército grancolombiano que mandaba Sucre. Otra parte del ejército peruano proveniente del sur del Perú y al mando del mariscal Gamarra (llamado Ejército del Sur) avanzó también sobre el territorio grancolombiano. La Mar asumió la dirección suprema de la guerra y Gamarra fue designado Comandante general del ejército. El objetivo inmediato que se propusieron ambos fue la ocupación de Cuenca. Los dos jefes peruanos no coordinaron bien sus movimientos y Sucre, actuando con su característica habilidad, en la madrugada del 13 de febrero de 1829 sorprendió el parque de artillería peruano en el pueblo de Saraguro y lo destrozó.
A continuación Sucre, al frente del grueso de su ejército (unos 4000 hombres), logró derrotar a una división de vanguardia del ejército peruano (unos 1000 soldados) en el lugar denominado Portete de Tarqui, cerca de Cuenca (27 de febrero de 1829). Fue un revés para los peruanos pero no una derrota decisiva, al no producirse un encuentro o batalla campal entre ambos ejércitos, que se aferraron a sus posiciones.
Hay serios indicios para suponer de que detrás de estos reveses del ejército peruano estuvo la mano oculta de Gamarra, quien, aliado con los generales Andrés de Santa Cruz y Antonio Gutiérrez de la Fuente buscaba, no la derrota de los grancolombianos, sino la caída de La Mar, sobreponiendo sus intereses subalternos a los de su patria. La Fuente, que estaba en Arequipa con un ejército y con orden de marchar a la frontera grancolombiana, jamás llegó al teatro de operaciones. Por su parte Santa Cruz se hallaba entonces como Embajador en Chile y poco después pasó a ocupar la Presidencia en Bolivia, desde donde maquinó planes para realizar el proyecto de una Confederación con el Perú.
Se ha llegado incluso a acusar a Gamarra de reunirse secretamente con Sucre, y que intencionadamente propició que el Ejército del Norte (dirigido por La Mar) sufriera descalabros, para que el Ejército del Sur (comandado por él) se convirtiera en el núcleo del Ejército peruano y poder así arreglar la paz con los grancolombianos. En defensa de esta tesis se ha argüido que Gamarra ordenó la retirada de sus tropas en la batalla del Portete de Tarqui. Sus defensores, en cambio, niegan que tal orden tuviera una oculta intención, resaltando el hecho que Gamarra demostrara un comportamiento valiente en el curso del combate, a tal punto que fue herido y le mataron dos cabalgaduras.

### Derrocamiento de La Mar y la paz con Colombia

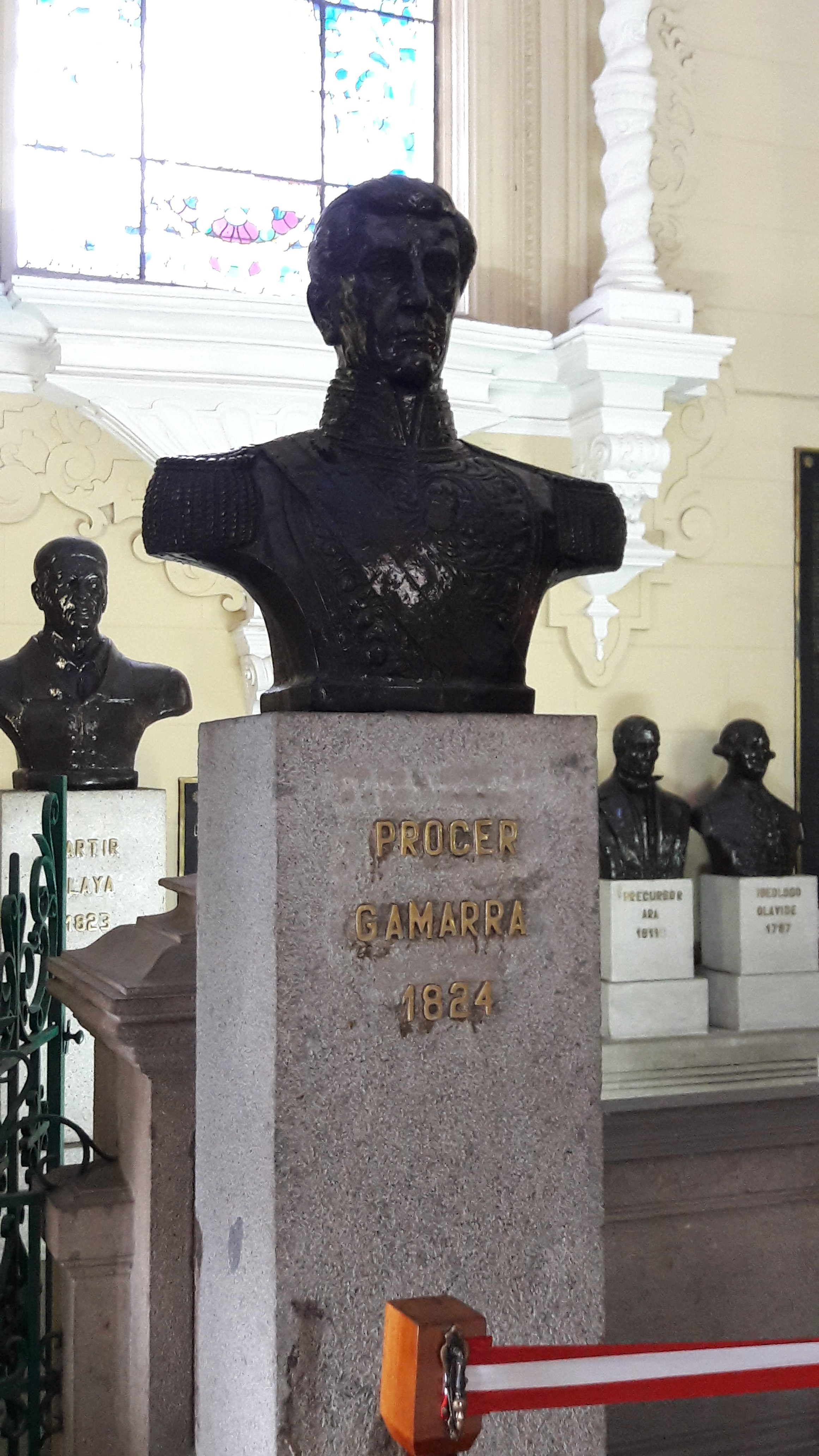
Efigie de Gamarra en el Panteón de los Próceres en Lima.

Luego del revés de Tarqui y no obstante contar todavía con un ejército superior, La Mar aceptó el ofrecimiento de Sucre de hacer la paz. Se firmó así el Convenio de Girón (28 de febrero de 1829), que entre otras cosas, estipulaba la desocupación del territorio grancolombiano por el ejército peruano, es decir Loja y Guayaquil. Representando a La Mar firmaron Gamarra y el coronel Luis de Orbegoso. En su correspondencia Gamarra hizo notar que la situación del ejército peruano era insostenible, pues al perder su parque en Saraguro no tenía municiones suficientes y para colmo la caballería estaba en mal estado, todo lo cual impedía maniobrar en un territorio tan áspero como la sierra de Cuenca.
En cumplimiento del Convenio, el ejército peruano se retiró a Piura, pero la guarnición peruana de Guayaquil se negó a desocupar el puerto, hasta que el Congreso peruano aprobara dicho Convenio. Luego, debido a excesos cometidos por los colombianos (fusilamiento de prisioneros, así como agravios verbales inferidos al Perú y consignados en el parte y en el decreto de premios para los vencedores de Tarqui que expidió Sucre), el presidente La Mar suspendió la ejecución del Convenio hasta que no se dieran los desagravios correspondientes; de lo contrario hizo saber que estaba dispuesto a proseguir la guerra. Pero en la noche del 7 de junio de 1829 una conspiración de los jefes del ejército peruano en Piura dirigidos por Gamarra depuso a La Mar y lo obligó a embarcarse para Costa Rica. Simultáneamente en Lima, Antonio Gutiérrez de la Fuente, cómplice de Gamarra, derrocaba al encargado del mando Manuel Salazar y Baquíjano y asumía el poder con el título de Jefe Supremo.
Gamarra, ya como Jefe del Ejército del Norte, firmó el 10 de julio de 1829 el armisticio con la Gran Colombia, por el cual se estipulaba la supresión de las hostilidades por 60 días, la supresión del bloqueo de la costa ecuatoriana y la entrega de Guayaquil. Finalmente, se firmó la paz entre el Perú y la Gran Colombia por el Tratado Larrea-Gual (22 de septiembre de 1829). La Gran Colombia, antecedente de la República del Ecuador, respetó entonces los derechos del Perú sobre los territorios de Tumbes, Jaén y Maynas, a los cuales jamás consideró «territorios grancolombianos».

## Presidencia del Perú

### Primer gobierno (1829-1833)

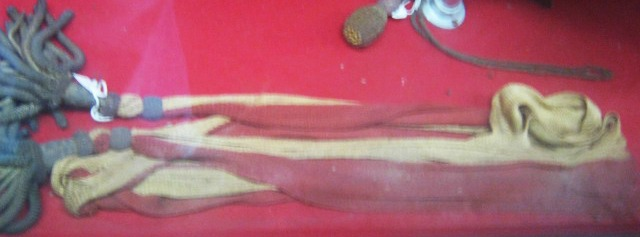
La Primera Banda Presidencial de Agustín Gamarra.

En Lima, La Fuente no quiso conservar el poder y renunció ante el Congreso. Este, por votación, nombró Presidente Provisorio de la República al Mariscal Gamarra y Vicepresidente a La Fuente (1.º de septiembre de 1829). Se convocaron luego a las primeras elecciones populares del Perú. Gamarra obtuvo más de la mayoría absoluta de los colegios electorales de provincia exigidos por la Constitución y fue proclamado Presidente Constitucional por el Congreso, el 19 de diciembre de 1829.
El gobierno de Gamarra quiso ser lo opuesto al de La Mar, que había sido un esfuerzo constitucionalista. Gamarra dejó de lado la Constitución de 1828, pues no lo satisfizo por las limitaciones que establecía al Poder Ejecutivo. Instauró un gobierno autoritario y conservador.
Gamarra logró a duras penas terminar su gobierno constitucional. Tuvo un carácter muy activo por lo que se ausentó varias veces de la capital para sofocar las varias rebeliones y levantamientos que ocurrieron en diversas partes del país. Durante esas expediciones dejaba la presidencia en manos de sus vicepresidentes o encargados de gobierno, el primero de los cuales, Antonio Gutiérrez de la Fuente, manifestó también su carácter autoritario y comenzó a ganarse la enemistad de la cúpula política limeña. La Fuente terminó por ser expulsado de Lima tras un motín que estalló en la capital, promovido por la esposa de Gamarra, la famosa Mariscala.
Conforme pasaba el tiempo, la oposición liberal al gobierno se robusteció más y los miembros del Congreso hicieron sentir su protesta. Fue Francisco de Paula González Vigil, sacerdote tacneño, quien hizo la más severa crítica al régimen autoritario de Gamarra, culminando su argumentación con las célebres palabras: «Yo debo acusar, yo acuso». En su elocuente discurso, Vigil denunció los actos ilegales y las arbitrariedades en que había incurrido el régimen de Gamarra. Con estas acusaciones, el gobierno se desprestigió aún más. El Congreso se clausuró a fines de 1832.

#### Obras y hechos importantes

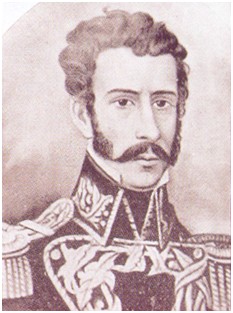
General Antonio Gutiérrez de la Fuente, gran amigo y aliado de Gamarra, a quien sirvió como vicepresidente y encargado provisorio del gobierno, en sus dos mandatos constitucionales.

Estas fueron las obras y hechos importantes del primer gobierno de Gamarra:
- Se firmó en Guayaquil el Tratado de Paz, Amistad y Límites entre el Perú y la Gran Colombia, o Tratado de Guayaquil, entre el representante peruano José de Larrea y Loredo y el colombiano Pedro Gual, por lo que se le conoce también como Tratado Larrea-Gual (22 de septiembre de 1829). La Gran Colombia respetó los derechos del Perú sobre Tumbes, Jaén y Maynas, y a su vez el Perú desistió de reclamar Guayaquil. Las fronteras quedaron pues, tal como estaban antes de estallar la guerra.
- En 1830 surgió como estado independiente la República del Ecuador, tras la disolución de la Gran Colombia. La flamante república se erigió sobre la base de los territorios de la antigua Audiencia de Quito, más Guayaquil. Por entonces no hizo reclamos sobre Tumbes, Jaén y Maynas, que pertenecían al Perú de manera indiscutible en base al principio del Uti Possidetis y el principio de la libre determinación de los pueblos. El primer tratado celebrado entre el Perú y Ecuador fue el Tratado Pando-Novoa, suscrito el 12 de julio de 1832 por el ministro de gobierno y relaciones exteriores del Perú, José María Pando, y el ministro plenipotenciario de Ecuador, Diego Noboa. Su artículo 14 reconocía y respetaba los límites vigentes entre ambas naciones.[36]
- En 1831 Gamarra quiso declarar la guerra a Bolivia pero el Congreso se opuso. Entonces decidió entablar negociaciones con dicho país. Los representantes de ambos países, el peruano Pedro Antonio de La Torre y el boliviano Miguel María Aguirre se reunieron en Tiquina (frontera peruano-boliviana), firmando un Tratado preliminar de paz (25 de agosto de 1831), en el que se acordó el retiro de ambos ejércitos de la frontera y la disminución de sus efectivos. El 8 de noviembre de 1831, los mismos plenipotenciarios, con la mediación de Chile, suscribieron en Arequipa el Tratado de Paz y Amistad, que ratificó los acuerdos anteriores, además de la prohibición de las actividades sediciosas a los refugiados políticos de ambos países, y el mantenimiento de las fronteras hasta el nombramiento de las comisiones de límites. Por el mismo tiempo se celebró el Tratado de Comercio, en el cual se aprobó la igualdad de derechos, se declaró libre la navegación en el Lago Titicaca y quedaron exentos algunos artículos necesarios para la industria y la agricultura de ambos países. El gobierno boliviano aceptó el Tratado de Paz y Amistad, mas no el de Comercio, por considerarlo lesivo a sus intereses comerciales. El peruano La Torre se vio obligado a viajar a Bolivia para negociar con el representante boliviano Casimiro Olañeta un nuevo Tratado de Comercio, que fue suscrito en Chuquisaca el 17 de noviembre de 1832.[37]
- Se reorganizó la Casa de Moneda, cuya dirección fue encomendada a Cayetano de Vidaurre (1831) y se crearon las casas de moneda de Cerro de Pasco y Arequipa a la par que se mantuvo en funcionamiento la del Cusco.[38]

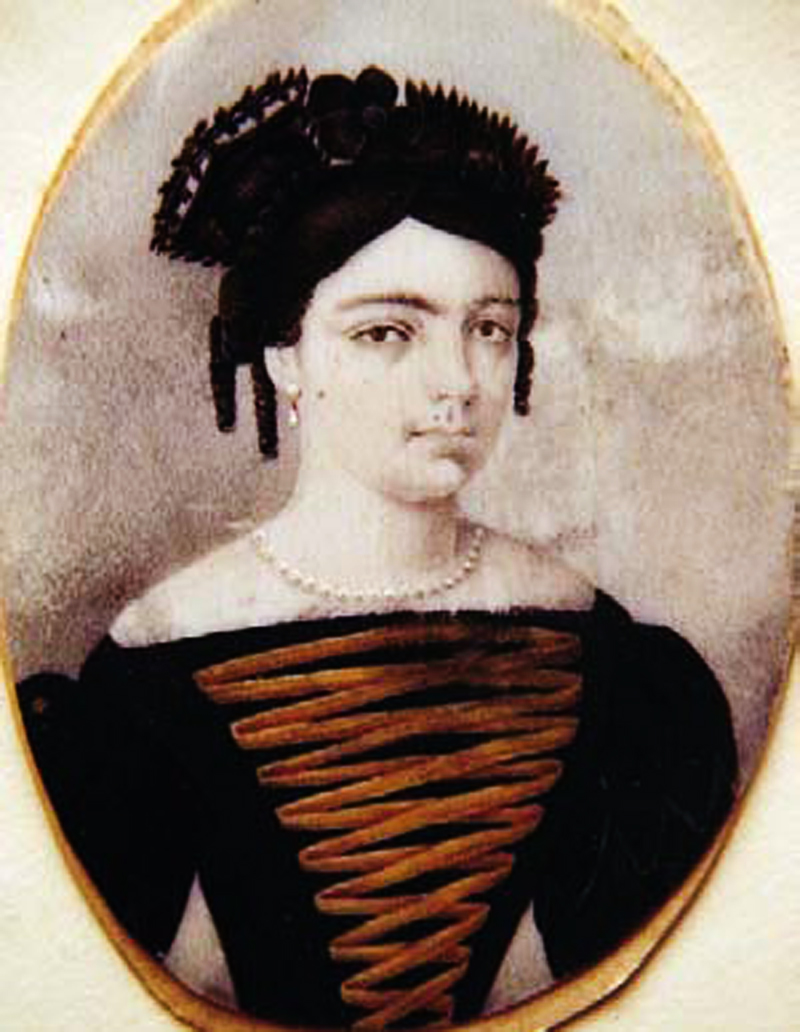
Francisca Zubiaga y Bernales más conocida como "La Mariscala", esposa del presidente Gamarra.

- Se tomó medidas para regularizar el cobro de las contribuciones, especialmente del ramo de patentes que no habían sido hecho efectivas desde 1822.[38]
- Se inauguró el muelle del Callao[39] y se abrió al comercio marítimo el puerto de Cerro Azul.[40]
- Se estableció la Dirección General de Aduanas.[41]
- Se creó el Departamento de Amazonas, por ley promulgada el 21 de noviembre de 1832. La integraban las provincias de Chachapoyas, Pataz y Maynas, hasta entonces bajo la jurisdicción del Departamento de La Libertad. Para ello fue decisiva la acción del diputado amazonense José Braulio del Campo Redondo.[42]
- Se fundó en 1830 el Colegio Militar, cuyo director fue el coronel Manuel Ignacio de Vivanco, pero no tuvo larga vida pues fue clausurado en 1834.[43]
- Se reorganizó el Convictorio de San Carlos y se fundó el Ateneo de Lima, con el propósito de estimular el desarrollo cultural del país.[44]
- Se ensayó la descentralización administrativa que se hizo por medio de las Juntas Departamentales, que habían sido creadas por la Constitución de 1828. Lamentablemente, este ensayo no dio los resultados esperados por la irresponsabilidad y la falta de preparación de sus miembros, a lo que se sumó la escasez de recursos económicos.[45]

#### Sucesión presidencial de 1833
En las postrimerías de su mandato, Gamarra convocó a la Convención Nacional de 1833, una asamblea de representantes cuya misión sería reformar la Constitución de 1828, tal como lo estipulaba esta misma en uno de sus artículos. Dicha asamblea se instaló el 12 de septiembre de 1833, predominando en ella los diputados liberales, a la cabeza de los cuales estaba el clérigo Francisco Xavier de Luna Pizarro.
Como ya finalizaba también su período presidencial, Gamarra convocó a los Colegios Electorales para la elección de un nuevo Presidente, pero dichos colegios fueron elegidos parcialmente (unas provincias eligieron y otras no) por lo que no se pudo realizar la elección. Pese a ello, Gamarra no quiso prorrogarse en el poder y lo dejó el 19 de diciembre de 1833, el mismo día en que finalizaba su mandato constitucional. Entonces la Convención Nacional asumió temporalmente el poder ejecutivo y se arrogó la potestad de elegir a un Presidente provisorio. El elegido fue el general Luis José de Orbegoso y Moncada, un militar débil y manejable para los liberales, en perjuicio del candidato de Gamarra, el general Pedro Pablo Bermúdez (20 de diciembre de 1833).

### Guerra civil entre gamarristas y orbegosistas (1834)

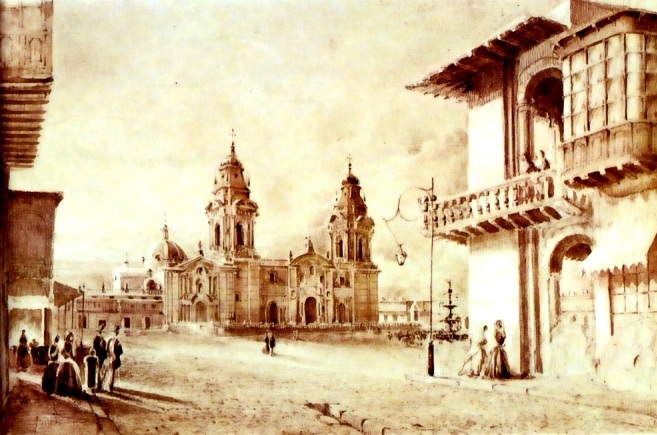
Vista de la catedral y la plaza principal de Lima. Mediados del.

Descontento por la elección de Orbegoso, Gamarra quiso imponer a toda costa a su candidato Bermúdez, y azuzó a sus partidarios a hostilizar al nuevo gobierno. El 3 de enero de 1834, Orbegoso se refugió en la Fortaleza del Real Felipe en el Callao, y al día siguiente Bermúdez se proclamó en Lima Jefe Supremo de la República, desconociendo el gobierno de Orbegoso pues a su juicio su elección había sido ilegal. Estalló así la guerra civil. Los rebeldes sitiaron la fortaleza del Callao. El pueblo de Lima no simpatizó con los gamarristas y ayudó a los sitiados. Al no lograr tomar la fortaleza chalaca, Bermúdez y su gente decidieron partir a la sierra, pasando por Lima. Junto con ellos iba la esposa de Gamarra, la célebre Mariscala. Fue entonces cuando el pueblo limeño se alzó en armas, en la memorable jornada cívica del 28 a 29 de enero de 1834, y repelió a los gamarristas. La Convención Nacional otorgó a Orbegoso amplias facultades para finalizar la guerra civil, incluso le autorizó a pedir la cooperación extranjera.
Los gamarristas se adentraron en la sierra central, siendo perseguidos por Orbegoso, quien sufrió una derrota en Huaylacucho. En Arequipa, el general Domingo Nieto se alzó en defensa del orden constitucional, pero fue vencido por el general Miguel de San Román, partidario de Gamarra. Sin embargo la guerra finalizó cuando ambos bandos se amistaron en el llamado Abrazo de Maquinhuayo, al norte de Jauja (24 de abril de 1834). Los rebeldes depusieron las armas y reconocieron el gobierno de Orbegoso.
Gamarra, que se encontraba en Arequipa, sufrió el rechazo de la población arequipeña y emigró con destino a Bolivia, mientras su esposa, la Mariscala, se fue a Chile, donde murió poco después.

### Guerra por el establecimiento de la Confederación Perú-Boliviana

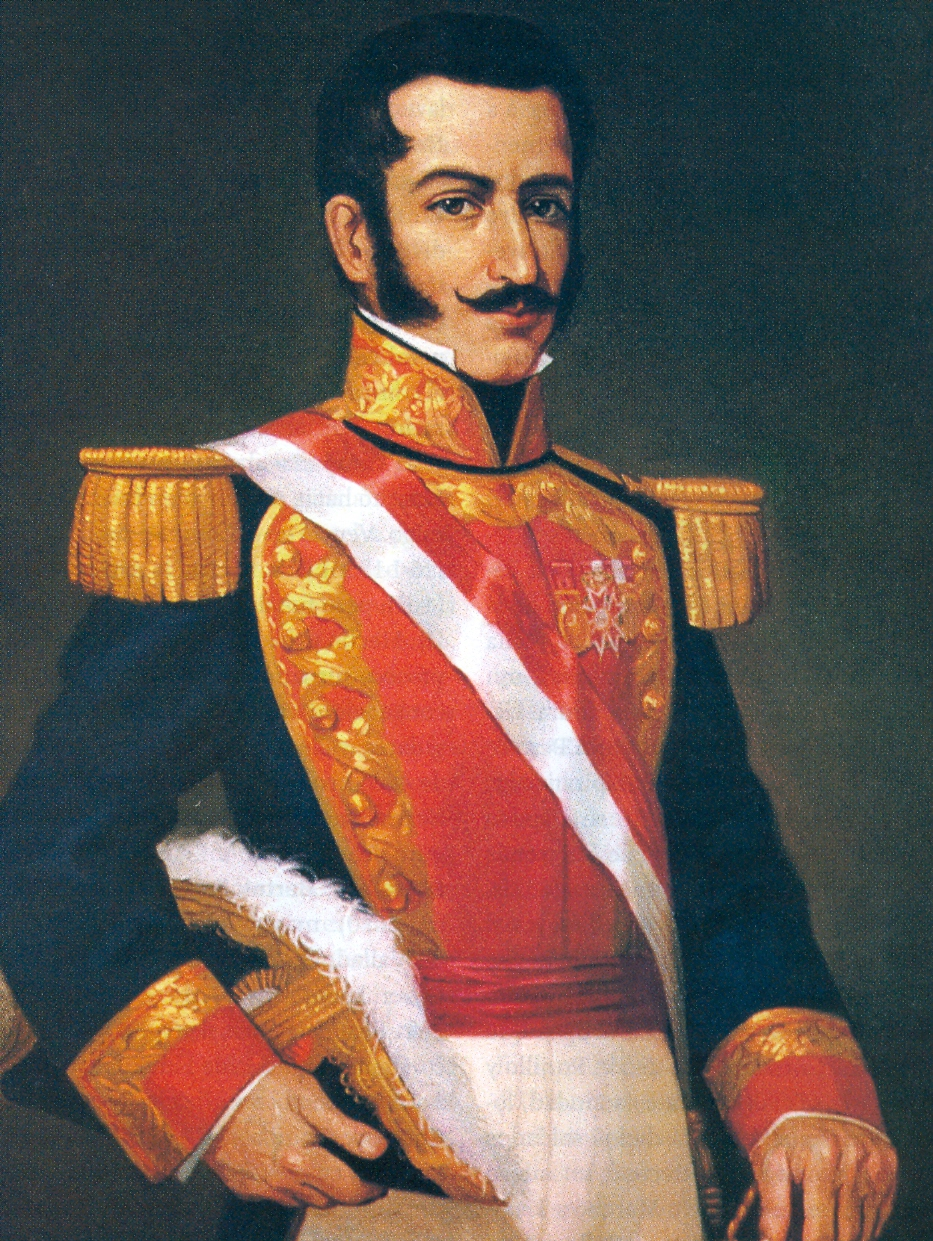
General Felipe Santiago Salaverry.

Una de las ideas que obsesionaba más a Gamarra era la anexión de Bolivia. Compartía esta inquietud con Santa Cruz. Sin embargo, mientras Santa Cruz pensaba en la creación de un estado federado, Gamarra pensaba en la vuelta de Bolivia al Perú, de donde se había separado luego de declarar su independencia en el Congreso de Chuquisaca, en 1825.
Cuando el general Felipe Salaverry se rebeló contra del gobierno de Orbegoso y se proclamó Jefe Supremo del Perú (1835), Santa Cruz y Gamarra (que se hallaba en Bolivia) vieron la ocasión propicia para realizar sus planes mancomunadamente y se pusieron de acuerdo en la creación de una  República compuesta del Perú y Bolivia, dividida en tres estados: Norte, Centro y Sur, con el nombre de República del Perú y con pabellón peruano. Siguiendo estos planes y sin esperar a firmar un acuerdo formal con Santa Cruz, Gamarra cruzó la frontera del Desaguadero e ingresó al Perú, ocupando las ciudades de Puno y Cuzco, zonas donde contaba con numerosos partidarios.
Entonces Orbegoso (que se encontraba en Arequipa), haciendo uso de una autorización del Congreso dada durante la guerra civil de 1834, pidió ayuda a Santa Cruz. Este, dejando de lado a Gamarra, respondió al llamado de auxilio y firmó un pacto con Orbegoso (15 de junio de 1835). Cinco mil bolivianos cruzaron la frontera y Orbegoso delegó el mando en el caudillo boliviano. La razón por la que Santa Cruz incumplió los compromisos acordados con Gamarra, fue, al parecer, por la desconfianza que sentía hacia este. Llegó incluso a negar la existencia de un pacto con Gamarra.
Ante la unión de Orbegoso y Santa Cruz, Gamarra y Salaverry sumaron entonces fuerzas contra la invasión boliviana. El tratado de alianza entre estos dos últimos se firmó el 27 de julio de 1835. Gamarra fue el primero que se enfrentó con Santa Cruz, su antiguo aliado, pero fue derrotado en la batalla de Yanacocha (13 de agosto de 1835).
Gamarra logró escapar y poco después recibió la orden de Salaverry de dirigirse a Lima, para encargarse de la presidencia del Consejo de Estado (12 de septiembre de 1835). Arribó a la capital, pero rechazó el mando que se le otorgaba. Entonces, por orden de Salaverry (que se hallaba en Pisco), las autoridades de Lima tomaron prisionero a Gamarra y lo deportaron a Costa Rica. Se dice que Salaverry no dio la orden de su fusilamiento, pues contaba con que, en caso de sucumbir, Gamarra le reemplazara como caudillo en la lucha contra Santa Cruz. En Costa Rica, Gamarra lanzó un manifiesto exhortando a sus compatriotas a seguir luchando bajo el mando de Salaverry.
Eliminado Gamarra, quedaron frente a frente Santa Cruz y Salaverry. Con la derrota y fusilamiento de este último, Santa Cruz pudo al fin establecer la Confederación Perú-Boliviana (1836).

### Guerra contra la Confederación Perú-Boliviana
Pero Gamarra no cejó en su empeño de destruir la Confederación. Salió a buscar el apoyo de Ecuador y luego el de Chile, con el fin de organizar una gran Expedición Restauradora. Un ejército aliado chileno-peruano encabezado por el general chileno Manuel Bulnes desembarcó en Ancón, el 7 y el 8 de agosto de 1838. Gamarra iba a la cabeza de los «emigrados peruanos».
Mientras tanto Orbegoso, como Presidente del Estado Nor-Peruano, se había separado de la Confederación y quiso oponerse al avance de los restauradores. Se produjo la batalla de Portada de Guías, en las afueras de Lima, el 21 de agosto de 1838, donde fueron derrotados los orbegosistas, debido a su inferioridad numérica. Este resultado abrió las puertas de Lima a los restauradores. Gamarra tomó el poder y fue proclamado como Presidente provisional del Perú, en sesión de Cabildo Abierto del 24 de agosto de 1838. Pero en noviembre de ese año los restauradores tuvieron que abandonar la capital, que volvió a poder de los confederados.
Los restauradores decidieron entonces cambiar el escenario de la lucha. Se retiraron al Callejón de Huaylas (norte peruano), donde se aprovisionaron y reorganizaron. Gamarra iba como director general de las operaciones. Tras un primer encuentro indeciso en Buin, los restauradores derrotaron definitivamente a los confederados en la batalla de Yungay (20 de enero de 1839). Santa Cruz huyó apresuradamente hacia Lima y de allí partió al destierro. Así finalizó el régimen de la Confederación.
Gamarra retornó triunfalmente a Lima el 24 de febrero de 1839 y fue confirmado como presidente provisional. Un objetivo prioritario que se trazó fue dar al país una nueva Constitución Política, para lo cual convocó a un Congreso General en la ciudad de Huancayo; no lo hizo en Lima pues aún se hallaba el ejército chileno en vísperas de repatriarse.

### Segundo gobierno (1839-1841)

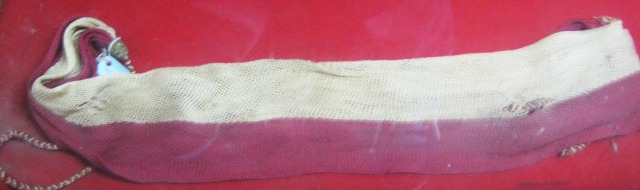
La Segunda Banda Presidencial de Agustín Gamarra.

El Congreso General Constituyente reunido en Huancayo ratificó a Gamarra como Presidente provisorio, dándole el título de Restaurador del Perú (15 de agosto de 1839). La nueva Constitución Política, de carácter extremadamente conservador, fue aprobada y promulgada el 10 de noviembre de ese mismo año. El mismo Congreso convocó a elecciones populares para Presidente, que se realizaron en enero de 1840 y en las cuales resultó triunfador Gamarra.
El 10 de julio de 1840 Gamarra fue proclamado Presidente Constitucional de la República, legalizándose así el poder que ejercía desde 1838.
Durante este segundo gobierno, que marcó el inicio de un período conocido como la Restauración, Gamarra siguió los mismos lineamientos del primero, es decir, fue autoritario y conservador, ya que así lo exigían las circunstancias, luego de varios años de guerra civil. Enfrentó el reto de pacificar el país, teniendo que enfrentar la «revolución regeneradora» que en Arequipa encabezó Manuel Ignacio de Vivanco autoproclamado Jefe Supremo (1841). Para combatirlo fue enviado el ministro de guerra Ramón Castilla, quien después de sufrir una derrota en Cachamarca, triunfó sobre los vivanquistas en Cuevillas. Vivanco huyó a Bolivia.

#### Obras y hechos importantes
Estas fueron las obras y hechos importantes del segundo gobierno de Gamarra:
- Convocó el Congreso General de Huancayo, que se instaló el 15 de agosto de 1839 y que tras tres meses de debate promulgó la Constitución Conservadora de 1839 o Constitución de Huancayo, que regiría el país hasta 1854. Frente a las Constituciones liberales anteriores (1823, 1828, 1834) que debilitaban la autoridad del Poder Ejecutivo pretendiendo subordinarlo al Legislativo, la Constitución de Huancayo fue a un robustecimiento de la autoridad del Ejecutivo. Aumentaba el mandato presidencial a 6 años y suprimía el régimen municipal.[60]
- En 1839 empezó la navegación a vapor en las costas del Perú. El naviero estadounidense William Wheelwright –agente de la Pacific Steam Navigation Company o Compañía de Navegación a Vapor en el Pacífico– tuvo la acertada idea de implantar dicho tipo de navegación en las costas del Pacífico sudamericano, contando inicialmente con los barcos llamados Perú y Chile. La implantación de este sistema agilizó las operaciones de transporte de carga y pasajeros, que hasta entonces se realizaba con barcos a vela, cuyo desplazamiento lento, estaba sujeto, en la mayoría de los casos, a los vaivenes de la naturaleza.
- El 4 de mayo de 1839 inició su publicación en Lima el diario El Comercio, fundado por el chileno Manuel Amunátegui y su socio Alejandro Villota, con el lema «Orden, libertad, saber». Se convirtió en el periódico más importante del país y subsiste hasta la actualidad.
- El 14 de noviembre de 1840 fue fundado el Colegio Nacional Nuestra Señora de Guadalupe, siendo sus promotores el comerciante y agricultor iqueño Domingo Elías y el español Nicolás Rodrigo, en vista de la gran escasez en Lima de centros educativos. Fue fundado para dar educación a los niños pero pronto extendió su acción a los jóvenes y hasta por un tiempo llegó a proporcionar educación superior. Este Colegio subsiste hasta el día de hoy.
- Gracias al renacimiento de la confianza en la estabilidad del Estado, se formalizó en Lima) el primer contrato para explotar los yacimientos de guano y fomentar su venta en los mercados extranjeros (10 de noviembre de 1840). El empresario peruano Francisco Quirós obtuvo el privilegio de explotar los yacimientos de guano durante seis años, y se obligó a pagar un canon de 10 000 pesos anuales. Posteriormente se cambió al llamado «régimen de las consignaciones».
- El 8 de julio de 1841 se firmó en Lima el Tratado de Paz, Amistad, Comercio y Navegación Peruano-Brasileño entre los representantes diplomáticos Duarte Da Ponte Ribeyro del Brasil y Manuel B. Ferreyros del Perú. Al margen de los acuerdos que se tomaron para la calificación de las embarcaciones comerciales de ambos países, así como la manera en que debían desarrollarse las correspondientes transacciones, se convino en lo que toca a límites «llevarla a cabo lo más pronto posible de acuerdo al uti possidetis de 1821», con el compromiso de realizar cambios o compensaciones territoriales, de acuerdo a lo convenido entre las partes. Al día siguiente se firmó una Convención Postal, con la participación de los mismos diplomáticos.[61]
- Durante esta época tuvo auge la corriente costumbrista en la literatura peruana con Felipe Pardo y Aliaga y Manuel Ascencio Segura como máximos exponentes. Pardo satirizó las costumbres políticas y sociales de entonces burlándose de sus enemigos, los liberales, y Segura satirizó las costumbres de la clase media y el caudillaje militar. En la pintura costumbrista sobresalió el mulato Pancho Fierro.

#### Invasión a Bolivia y muerte

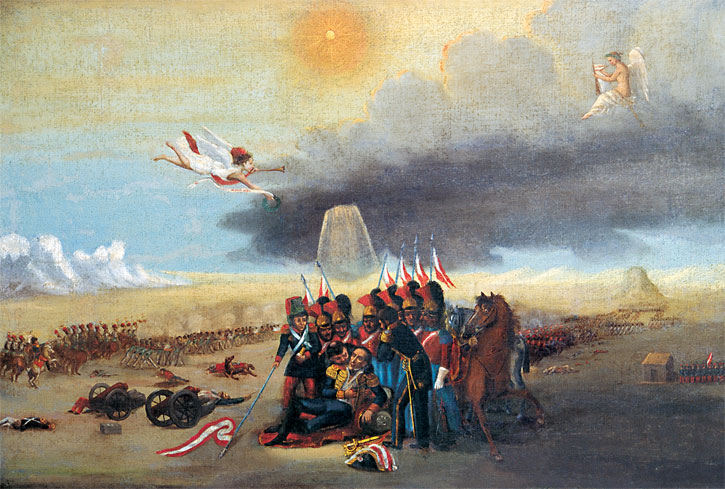
La Batalla de Ingavi y muerte de Gamarra. óleo anónimo del Museo Nacional de Historia de Lima. Sala La República.

Gamarra inició una nueva guerra contra Bolivia (que entonces se hallaba sumida en luchas intestinas) con el propósito de someterla al Perú, o por lo menos incorporar solo el departamento de La Paz. Para justificarse, arguyó una serie de razones, como el hecho de que aún actuaban en Bolivia los partidarios de Santa Cruz, quien por entonces se hallaba desterrado en el Ecuador. Declarada la guerra, el ejército peruano acantonado en Puno invadió Bolivia, avanzando por Huancané, Moho y Sorata, y el 19 de octubre de 1841 ocupó La Paz, en donde acampó.  Los bolivianos dejaron de lado sus disputas políticas y se congregaron en torno del general José Ballivián, pasando a la ofensiva. El 18 de noviembre de 1841 ambos ejércitos se encontraron en la llanura de Ingavi, al este de La Paz. Se dice que Gamarra, al ver que en el cielo destacaban los colores del arco iris, en tono de presagio dijo: «Si fuera romano aplazaría la batalla, porque miro reflejados en el cielo los colores de Bolivia». Pero ordenó el ataque, y a poco de empezada la refriega cayó mortalmente herido, víctima de dos balas bolivianas: una le dio en la parte interior del hombro derecho y otra en el cuello del mismo lado. El encuentro finalizó con la derrota de los peruanos, tras cincuenta minutos de feroz lucha. La derrota peruana se explica, en parte, por la indisciplina y la falta de unidad en el comando. Para Bolivia, esta batalla tiene un significado especial, pues con ella se selló definitivamente su independencia. Así murió «el hombre que tanto había trabajado en contra de Bolivia. Cuando en 1828 pudo deshacer a esa República, no quiso. Cuando quiso y pudo en 1831, no lo dejaron sus propios compatriotas. Cuando quiso en 1841, no pudo y lo mataron».

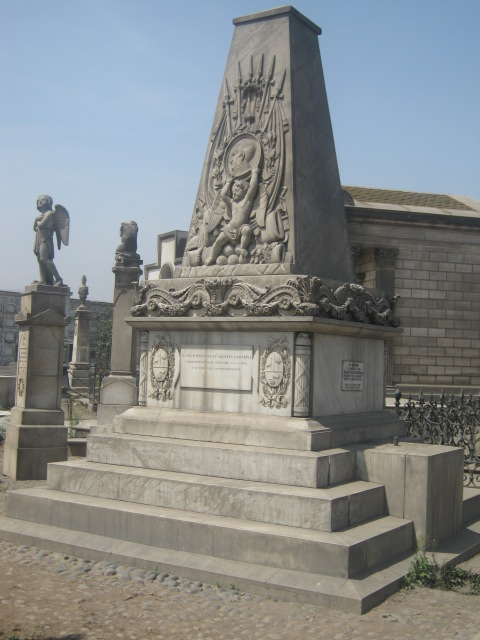
Restos de Agustín Gamarra descansa en el Cementerio Presbítero Matías Maestro.

Los restos de Gamarra, profanados por los vencedores, fueron transportados de Bolivia a Lima en 1849 con gran solemnidad y colocados en la Catedral de Lima para luego ser enterrados en un mausoleo del Cementerio Presbítero Maestro. Con motivo de las exequias de este caudillo, Bartolomé Herrera dio un célebre sermón, que fue un «llamado al orden» al país (4 de enero de 1842).
Tras la muerte de Gamarra, el Perú entró en el período conocido como la «Anarquía Militar», que se prolongaría hasta 1845.

## Figura polémica
La actuación del Mariscal Gamarra en la escena pública ha tenido tanto defensores como ardorosos detractores. Entre estos últimos se cuenta el historiador Rubén Vargas Ugarte quien sin ambages ha expuesto durísimas opiniones sobre el cuestionado:

…Gamarra fue un vulgar ambicioso de mando, que acarreó grandes daños al Perú, originando un período funesto, cuyas consecuencias se sufrieron largamente en el país. Padecía de un raro delirio revolucionario, sin ser verdaderamente un héroe. En su afán de subir al poder no escatimó medios, ni se detuvo en reparos de conciencia. En Ecuador llegó hasta solicitar apoyo para que este país se aliase con Chile contra el Perú. Era falso de carácter, predominaba en él la vileza y la ambición personal antes que el interés social y el bienestar de la república, la cual, en su creencia, era un feudo que le pertenecía. Él fue quien urdió con La Fuente la derrota del presidente La Mar en el combate del Portete, donde sucumbieron más de 400 peruanos, aparte de las pérdidas económicas que con tal fracaso tuvo que soportar el Perú, pero Gamarra creía ciegamente que con estos daños se lograba la caída de La Mar.
Rubén Vargas Ugarte.

## Descendencia
Diego Vega Castro-Sayán escribió en su obra La Herencia y Descendencia del Mariscal Gamarra, que dicho mariscal tuvo un solo hijo de su matrimonio con Juana María Alvarado, de nacionalidad argentina, tal hijo era Andrés Gamarra y Alvarado, sin embargo el autor desconocía su anterior matrimonio con doña Francisca Zubiaga y Bernales "la mariscala" con la cual también tiene descendencia por parte de su única hija: doña Felícitas Gamarra, casada con el español noble don José Gabriel Rodríguez de Guzmán y Alonso: Conde de las Lagunas y Vizconde de Vista Florida.
Descienden hoy de Agustín Gamarra en el Perú, como señala también la obra, las familias Silva Santistevan, Vega Castro-Sayán, Vega Bustíos, Moncur Smith, Benavente, así como las familias Mercado-Marmanillo y Rodríguez en el Cusco, entre otras.